# Charles Luksemburški
Princ Charles Luksemburški (polno ime: Charles Jean Philippe Joseph Marie Guillaume), * 10. maj 2020, Luxembourg.
Charles je edini otrok dednega velikega vojvode Guillaumea in njegove soproge Stéphanie ter tako drugi v vrsti za luksemburški prestol. Rodil se je 10. maja 2020 v Porodnišnici velike vojvodinje Charlotte v mestu Luksemburg. Njegova botra sta njegova teta po materini strani grofica Gaëlle de Lannoy in stric po očetu, princ Louis Luksemburški. Slovesnost je bila 19. septembra 2020 v cerkvi benediktinske opatije Clervaux v Luksemburgu.